# L'esperienza dell'amore
 L'esperienza dell'amore è un brano musicale della cantante italiana Chiara, estratto dal primo album in studio Un posto nel mondo del 2013.

## Descrizione
Presentato al Festival di Sanremo 2013 e scartato subito dopo la prima esecuzione, il brano è stato composto da Federico Zampaglione e da Domenico Zampaglione.

## Video musicale
Il video, diretto da Gaetano Morbioli, è stato reso disponibile il 18 novembre 2013 attraverso il canale Vevo della cantante.

## Formazione
- Chiara – voce
- Alberto Tafuri – pianoforte
- David Pacetto – bandoneón
- Torbel Fuitaar – basso
- Lorc Sarosi – batteria

## Classifiche
| Classifica (2013) | Posizione massima |
| ----------------- | ----------------- |
| Italia            | 63                |